# Kuhbachtal bei Hausen
Das Kuhbachtal bei Hausen ist ein Naturschutzgebiet bei Röckenhofen, einem Gemeindeteil der mittelfränkischen Stadt Greding im Landkreis Roth in Bayern. Durch das Gebiet fließt der Kuhbach ein Nebenfluss der Schwarzach.

## Lage
Das Naturschutzgebiet liegt im Naturpark Altmühltal etwa einen Kilometer nordöstlich von Hausen und grenzt im oberen Bereich unmittelbar westlich an Röckenhofen.

## Beschreibung
Das Naturschutzgebiet Kuhbachtal hat eine Gesamtfläche von 48,8 ha und wurde 1995 unter Schutz gestellt. Es trägt die Katasternummer NSG-00502.01 und ist Bestandteil des Fauna-Flora-Habitat-Gebiets Trauf der südlichen Frankenalb (FFH-Nr. 6833-371; WDPA-Nr. 555521725) und des Landschaftsschutzgebiets Schutzzone im Naturpark Altmühltal (LSG-Nr. LSG-00565.01; WDPA-Nr. 396115).
Das Areal ist ein typischer Landschaftsausschnitt des Albtraufs. Geologischen Schichten und Vegetation des Jura wechseln hier vom Talgrund der Schwarzach die bis hoch zu den Rändern der Albhochfläche. Durch das Tal fließt der Kuhbach, der bei Petersmühle in die Schwarzach mündet. Im mittleren Teil des Tals hat der Bach auch einige Sinterterrassen ausgebildet.
Im offenen Unterhang finden sich Magerrasen und Feuchtflächen. In der bachdurchsickerten Hangrinne gedeihen Großseggenriede mit ausgeprägten Bulten der Rispensegge, Schlankseggenriede, Schilfbestände und Hochstaudenfluren. Hier kommen auch seltene Arten wie Schmalblättriges Wollgras, Fettkraut und unterschiedliche Orchideenarten vor. Der Bachlauf wird abschnittsweise auch von Hecken gesäumt.
Der steilere Hanganstieg im oberen Bereich des Eisensandsteines mit Laubmischwald bewachsen. Der Kuhbach entspringt hier aus mehreren Quellen und wird von Quellmoorbereichen und einem Bach-Erlen-Eschenwald begleitet.
Vor Anschluss an die Wasserversorgung (1912) versorgten sich die Dorfbewohner von Röckenhofen eigenständig mit Wasser. Bei großer Trockenheit im Sommer holten sich die Anwohner das Wasser für Mensch und Tier aus den hier entspringenden Quellen. Das Wasser der Zankelquelle besaß eine besonders gute Qualität und wurde als Trinkwasser genutzt. Vieh- und Brauchwasser wurde der doppelarmigen Kuhbachquelle entnommen.
In seinem weiteren Verlauf verleihen steile Felswände dem typischen Juratal streckenweise einen schluchtartigen Charakter. Oberhalb des Waldes bei Röckenricht ziehen sich entlang des Randes der Albhochfläche auf einer Länge von 1,5 Kilometer ausgedehnte artenreiche Kalkmagerrasen, die mit Schafen beweidet werden.
Ein Besuch lohnt sich besonders zum Frühlingsgrün der Wiesen und in den blütenreichen Sommermonaten.

## Bildergalerie

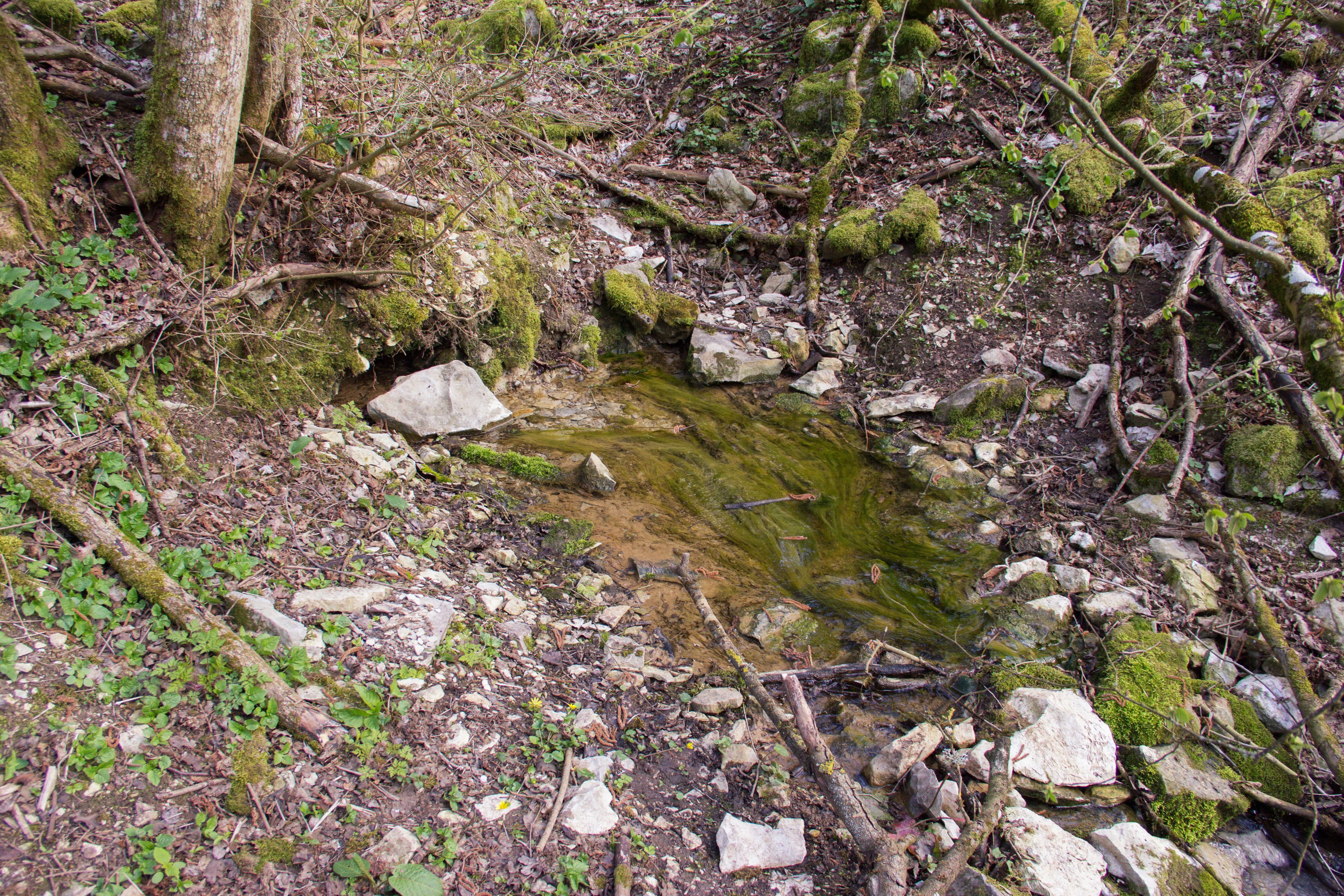
Eine Quelle des Kuhbaches
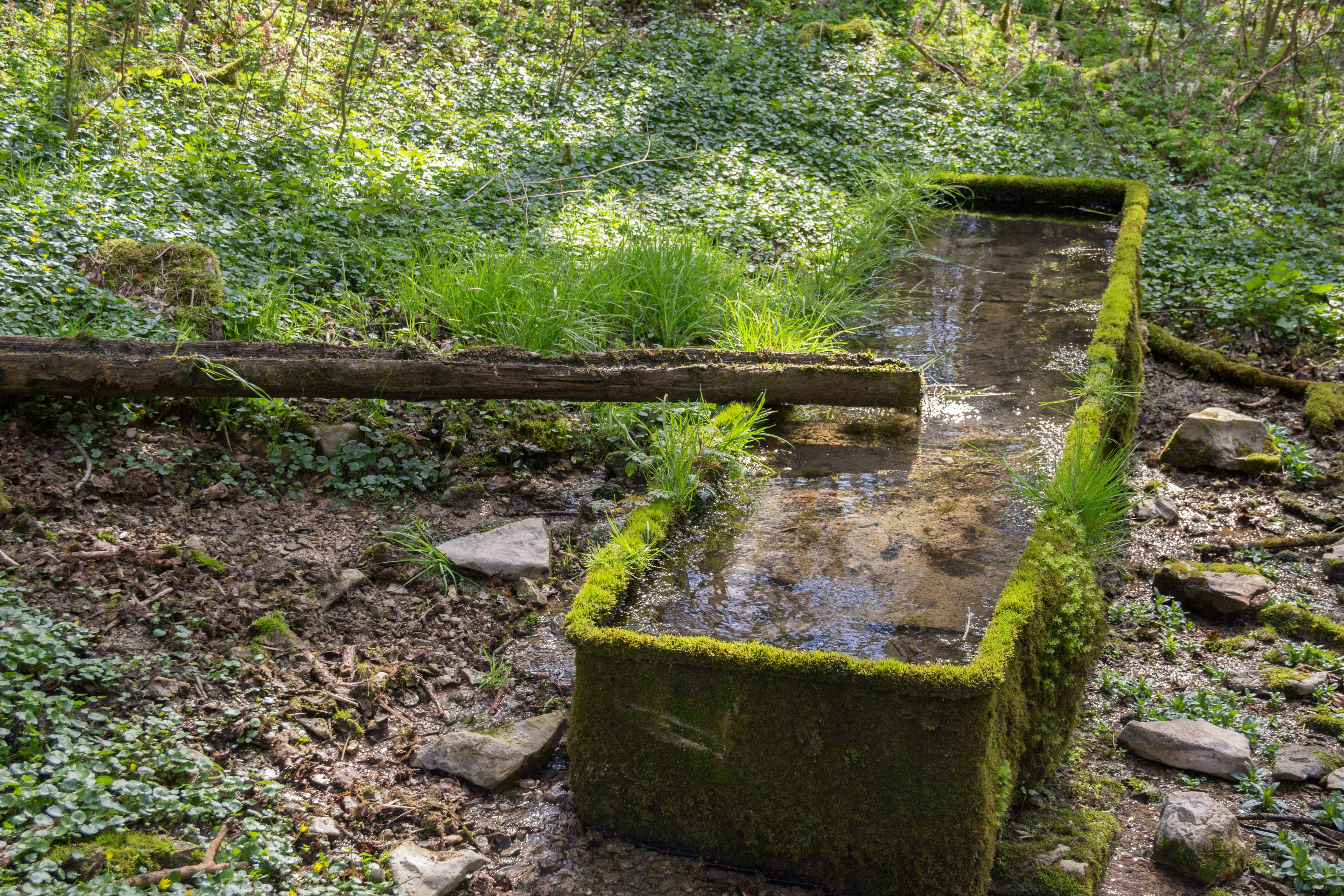
Die Zankelquelle
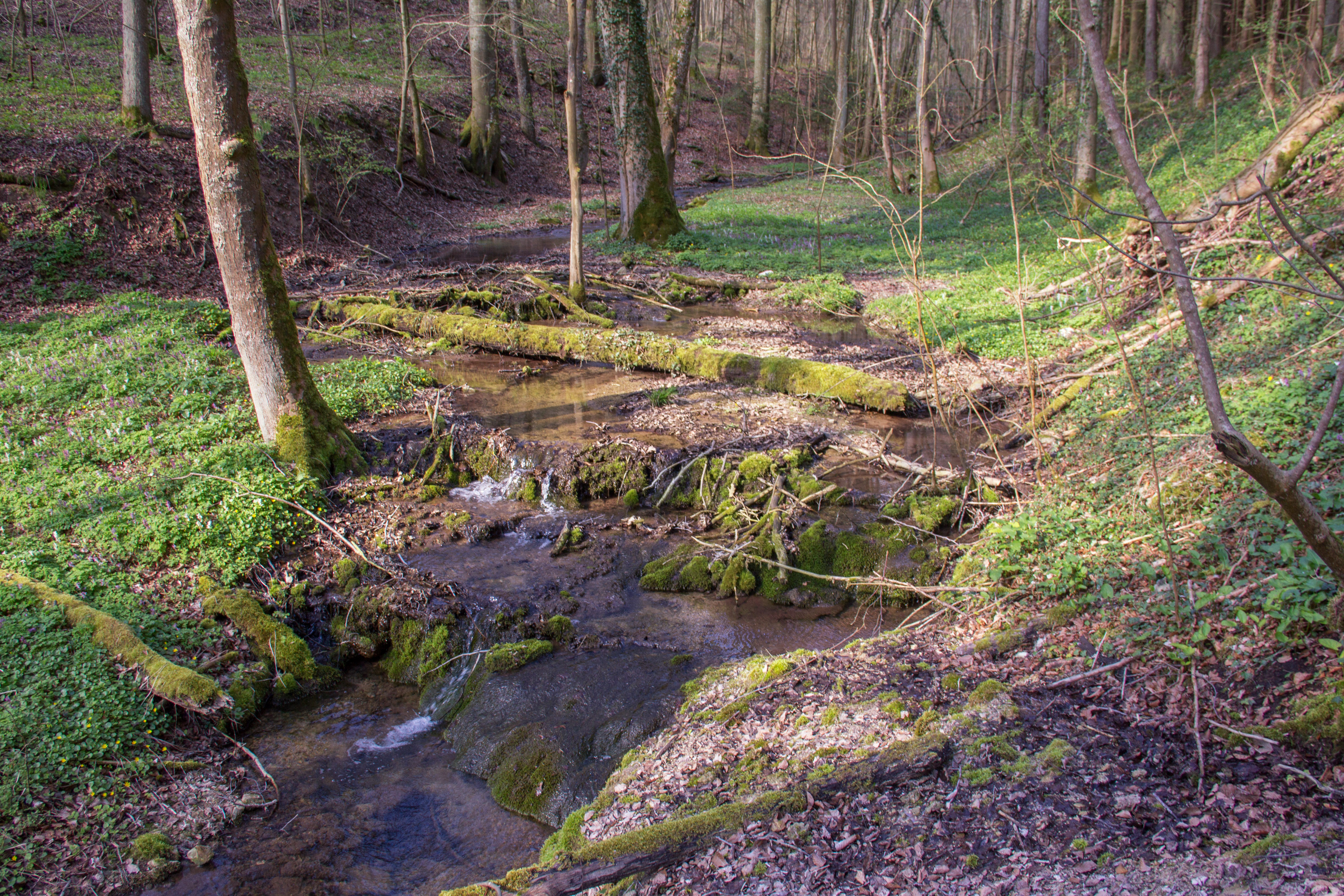
Bachlauf, versintert
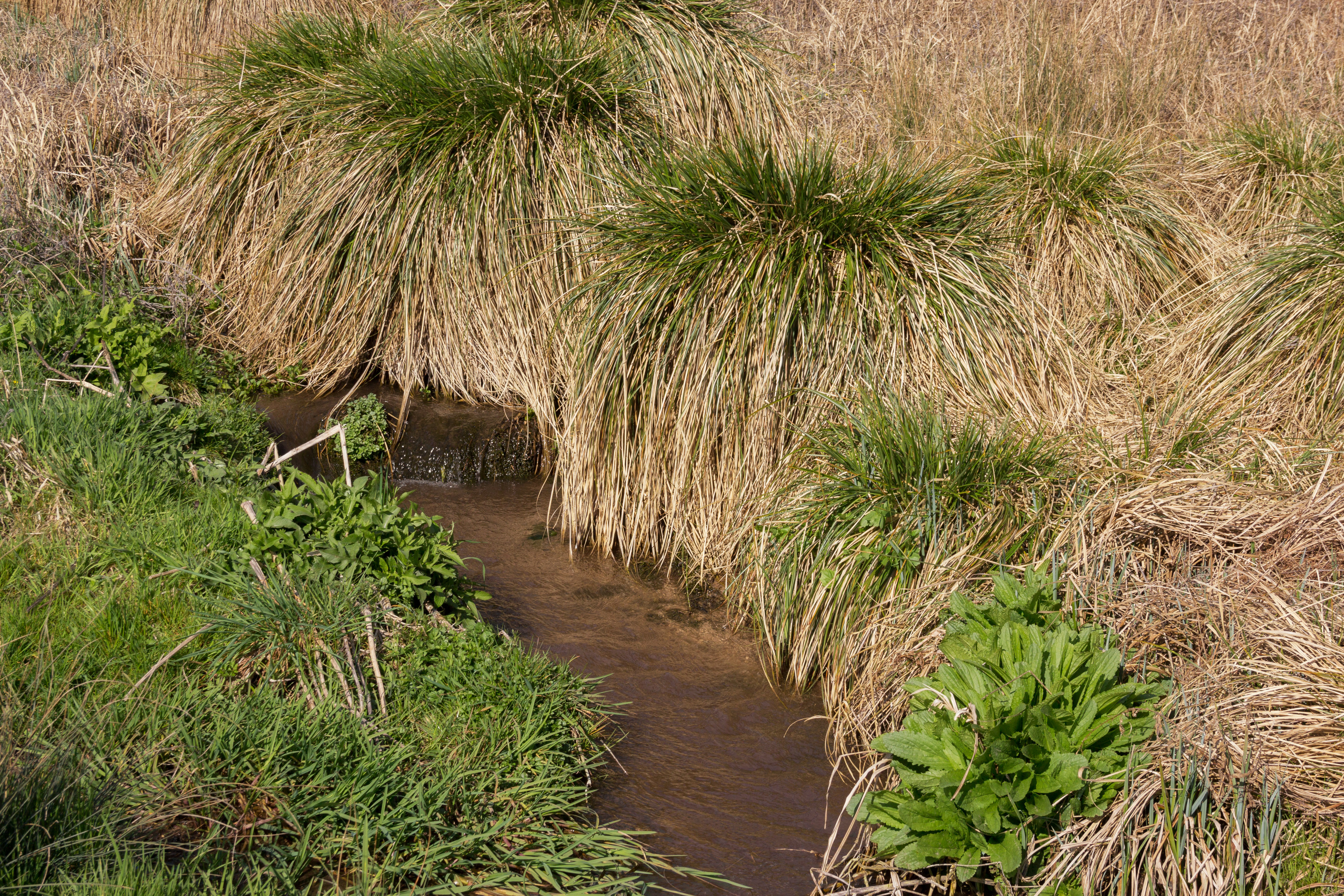
Bachlauf im Unterhang
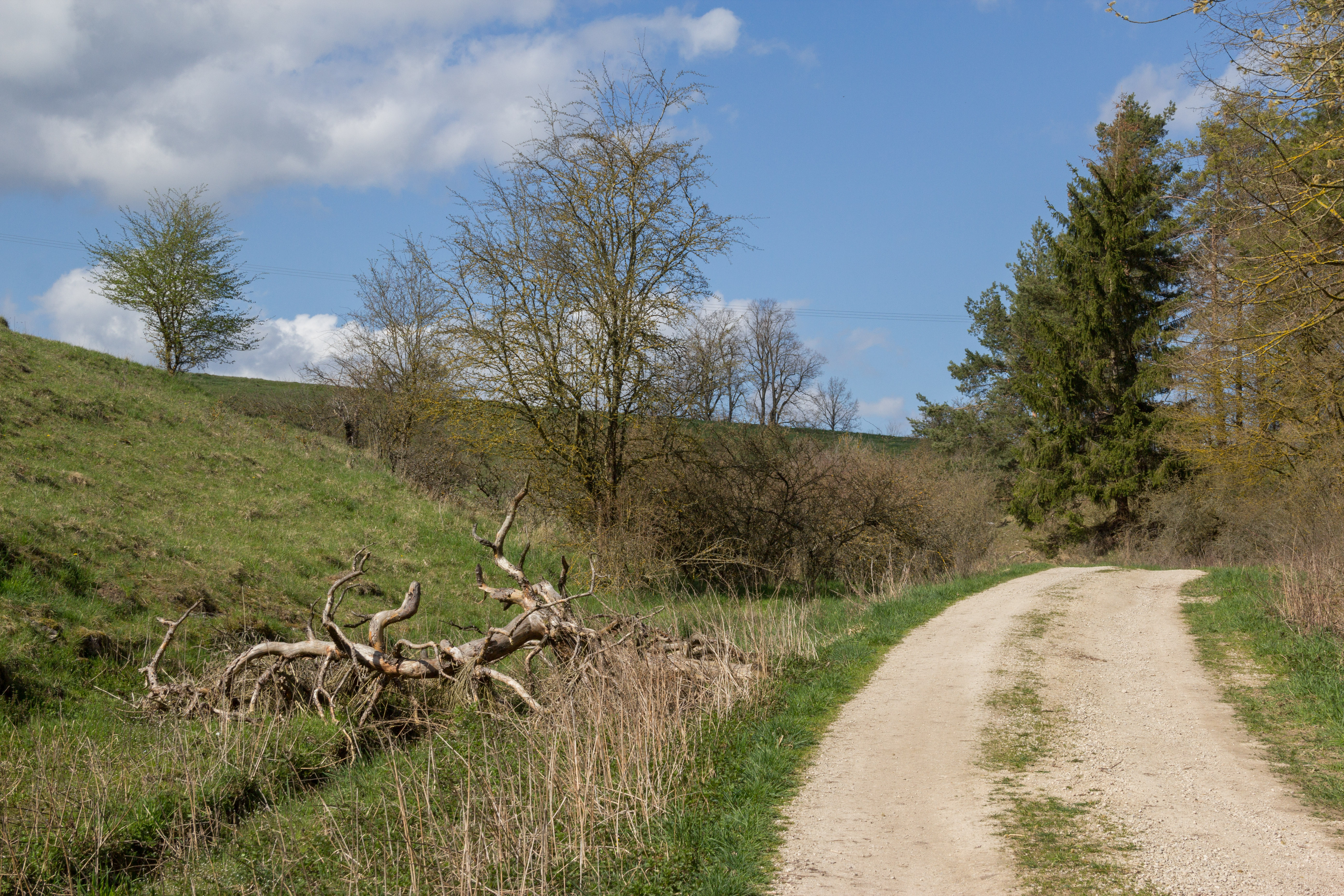
Kalkmagerrasen